# Blå aspbagge
Blå aspbagge (Phratora laticollis), är en skalbaggsart som först beskrevs av Christian Wilhelm Ludwig Eduard Suffrian 1851. Blå aspbagge ingår i släktet Phratora, och familjen bladbaggar. Arten är reproducerande i Sverige.